# احسان‌الله خان دوستدار
احسان‌الله خان دوستدار (زادهٔ ۱۲۶۳ - درگذشتهٔ ۱۹ اسفند ۱۳۱۷) ملقب به رفیق سرخ سیاستمدار ایرانی بود. او دومین چهرهٔ برجستهٔ شورش جنگل و رهبر جناح رادیکال آن بود. او از جمله مجاهدین صدر مشروطه بود که در سال ۱۲۸۸ در فتح تهران و برانداختن استبداد صغیر محمدعلی‌شاه مشارکت کرد. او مدتی بعد به کمیتهٔ مجازات پیوست اما پس از مدتی به گیلان گریخت و در آستانهٔ انقلاب اکتبر به میرزا کوچک خان پیوست. او پس از ورود نیروهای شوروی به انزلی به همکاری نزدیک با حزب کمونیست ایران پرداخت. اقدامات احسان‌الله خان و یاران نزدیک کمونیست او که نهضت جنگل را رادیکال کرد و برخلاف توافق‌های میان میرزا کوچک خان و کمونیست‌ها بود سرانجام موجب خصومت این دو رهبر برجستهٔ گیلان شد. به دنبال ترک رشت از سوی میرزا کوچک خان، احسان با اطلاع و کمک شوروی، کودتایی را در مرداد ۱۲۹۹ ضد میرزا ترتیب داد و کنترل حکومت جمهوری شورایی سوسیالیستی ایران را به دست آورد و همچنین حمله به تهران با هدف بنیان نهادن یک سوسیالیسم تمام عیار را در دستور کار خود نهاد. این حکومت مدتی بعد سقوط کرد و احسان‌الله خان در پاییز ۱۳۰۰ شمسی به توصیهٔ سفیر شوروی به آذربایجان شوروی گریخت و دیگر به ایران بازنگشت. او در اواخر دههٔ ۱۹۳۰ میلادی و در جریان تصفیه‌های استالینی کشته شد.

## اوان زندگی
احسان‌اللّه خان در ۱۲۶۳ در ساری متولد شد. پدرش، میرزا علی‌اکبر حافظ‌الصحه که پزشک تجربی بود، و مادرش هر دو بابی بودند. او از جمله بهائیانی بود که نظریهٔ عدم دخالت در سیاست بهائیت را نادیده گرفت.

## آغاز مبارزه سیاسی
احسان‌اللّه خان مدتی کوتاه در دارالفنون تهران درس خواند، فرانسه آموخت (زین رو ادبیات سیاسی رادیکال اروپایی در دسترس او بود) و سپس به اردوی مجاهدان مشروطه‌خواه در مبارزه برای خلع ید از محمدعلی‌شاه و استقرار مجدد مشروطه پیوست و در فتح تهران در ژوئیهٔ ۱۹۰۹ شرکت کرد. با آغاز جنگ جهانی اول به هواداری از گروه‌های طرفدار عثمانی/آلمانی برخاست و در ۱۲۹۵ به «دولت موقت» هوادار آلمان در کرمانشاه پیوست و در آنجا دوشادوش نیروهای عثمانی/آلمانی در جبهه‌های غرب جنگید.

## در نهضت جنگل
برخلاف باور رایج مبتنی بر ادعای خود او، احسان‌الله خان از بنیان‌گذاران نهضت جنگل نبود ولی در ۱۹۱۷ بدان پیوست.
در پی شکست «دولت موقت»، به تهران برگشت و به «کمیتهٔ مجازات» پیوست؛ گروهی که در ربیع‌الثانی ۱۳۳۵ در تهران تشکیل شد و به رأی خود کسانی چون اسماعیل خان (رئیس انبار غله) و میرزا محسن مجتهد و چند نفر دیگر را که «خائن به منافع کشور» می‌شناخت ترور می‌کرد. در پی تعقیب نیروهای نظمیه در پایتخت با دستگیری سران و اعضای برجسته آن در شوال همان سال، تشکیلات کمیته برچیده شد. از میان سران و اعضای فعال کمیتهٔ مجازات که در طول مدت کمی، هرکدام به شیوه‌های مختلف کشته شدند، فقط احسان‌الله خان توانست که جان سالم به در برد. او به گیلان گریخت و در شب انقلاب اکتبر در روسیه، به نهضت کوچک‌خان جنگلی پیوست. در گیلان رهبری جناح چپ جنگلی‌ها را بر عهده گرفت و در ارتباط تنگاتنگ با بلشویک‌ها به فعالیت پرداخت. این جناح، هوادار یک برنامهٔ خالص کمونیستی و شوروی کردن ایران بود. هدف آن تأسیس یک نظام آموزشی رایگان در سرتاسر کشور، با ایدئولوژی کمونیستی «آزادسازی از زنجیر بردگی و سرکوب به نفع توده‌ها»، ملی کردن کارخانجات، معادن، آسیاب‌ها، آبرسانی، بانکداری و حمل و نقل عمومی برای ایجاد یک نظام حمل و نقل ملی، ارتقای نظام تعاونی برای صنعتگران و خرده تولیدکنندگان، لغو مستغلات خصوصی ارضی و انتقال زمین‌های وقفی به دهقانان تولیدکننده برای توسعهٔ یک نظام ملی خانه‌سازی تحت نظارت دولت مرکزی و شوراهای محلی و تنظیم شرایط کار و بهداشت عمومی از راه برنامه‌های قانونی مترقی بود.
پس از تشکیل جمهوری شورایی، توجه او به حزب کمونیست ایران جلب شد ولی اجازهٔ عضویت در آن به او داده نشد. در اواخر ژوئیهٔ ۱۹۲۰، با کودتایی علیه میرزا کوچک خان مرتبط بود و صدر دولت جدید بود که حزب کمونیست در آن غالب بود. او در این مقام، سیاست‌های افراط‌گرایانه‌ای چون مصادرهٔ اموال را مرتکب شد که جمهوری نوپا را تضعیف کرد و باعث تفرقه بین صفوف آزادی‌خواهان گیلان شد. در سپتامبر ۱۹۲۰ حزب کمونیست، ائتلاف را ترک کرد. جمهوری سوسیالیستی آذربایجان شوروی با هدایت نریمان نریمانف و کمیتهٔ مرکزی دوم حزب کمونیست به رهبری حیدرخان عمو اوغلی او را برای ارتباط برقرار کردن با میرزا کوچک خان تحت فشار قرار دادند. او نهایتاً با دخالت و مشارکت عمواوغلی رهبر میانه‌روی کمونیست در آوریل ۱۹۲۱ چنین کرد. او که در تابستان ۱۹۲۱ مسئول عملیاتی در مازندران بود سعی کرد در معاهدهٔ دوستی بین تهران و مسکو که در فوریه امضا شده بود با تشکیل کمیته‌ای جدید و ادامهٔ اصلاح ارضی خرابکاری کند.

## مهاجرت به شوروی
متعاقب سرنوشت تلخ جنگلی‌ها، از احسان‌الله خان خواسته شد ایران را ترک کند. سفر او و شصت تن از فعالان جنگلی، بنابر تشخیص نریمان نریمانف، صدر شورای کمیسرهای خلق آذربایجان شوروی و به درخواست تئودور روتشتاین، سفیر وقت شوروی در ایران، که به تازگی پیمان «دوستی و همکاری» با دولت مرکزی ایران را امضا کرده بود و براساس آن از برنامهٔ قبلی آن دولت مبنی بر حمایت از جنبش‌های انقلابی ایران دست کشیده بود، انجام شد. او تا پایان عمر مهمان جمهوری آذربایجان شوروی بود. در بدو ورود به قفقاز به احسان‌الله خان و یارانش حق فعالیت محدود سیاسی اعطا شد. احسان‌اللّه خان به همراه یارانش محمدجعفر کنگاوری، احمد مسافر و آشوری، حزبی تازه به نام «کمیتهٔ انقلاب آزادکنندهٔ ایران» بنیاد نهاد. مقر حزب جدید، دکانی قدیمی در باکو بود که آشوری، پیشکار و منشی احسان‌اللّه خان در آن سکونت داشت. احسان‌اللّه خان و یاران او فعالیت‌های انقلابی را برای ایجاد تغییر در وطن‌شان، ایران، از این مقر نسبتاً محقر هدایت می‌کردند. برخی از چهره‌های شاخص حزب کمونیست آذربایجان فعالیت‌های کم‌دامنهٔ آنان را تا حدی تحمل و حمایت می‌کردند. از جمله نریمانف که قبلاً هم با جنگلی‌ها همکاری‌هایی کرده بود. دولت ایران از همان بدو ورود احسان‌اللّه خان به قفقاز نسبت به فعالیت‌های وی در مناطق مرزی ناخرسند بود و در مقاطع مختلف از مقامات شوروی اکیداً خواسته بود که زمینه‌های لازم را برای دور کردن احسان‌اللّه خان از مناطق مرزی قفقاز فراهم کنند و وی را در جایی در مسکو یا شمال شوروی سکنا دهند. احتمالاً آنچه موجب می‌شد دولت ایران بر این امر اصرار بیشتر ورزد، امکان پیوستن احسان‌اللّه خان به ماژور لاهوتی بود که پس از شورش ناکامش به باکو پناهنده شده بود و احتمال همکاری آن دو وجود داشت.

### نامه‌نگاری به رضاخان
در اوت ۱۹۲۲، یک سال پس از اقامت در باکو، احسان‌اللّه خان، با توجه به تثبیت تدریجی قدرت سیاسی رضاخان در ایران، که در آن هنگام وزارت جنگ را بر عهده داشت، دو نامهٔ سرگشاده به وی نوشت. در نامهٔ اول، که امضای آشوری و مسافر هم در پای آن بود، حساسیت لحظهٔ تاریخی که «نهضت آزادی‌خواهی در پهنهٔ عالم می‌گسترد و تفوق امپراتوری بریتانیا به آخر رسیده‌است» گوشزد شده و رضاخان سردار سپه را به پیوستن به ارتش انقلاب و دگرگونی ترغیب می‌کنند و خطاب به وی می‌گویند: «عقیدهٔ ما این است به یک جمهوریتی که وسایل آن به دست تو آماده‌است سرافراز گردیم» و از او می‌خواهند که طومار حکومت مستبد قاجار را در هم پیچد. نامه با امید به این که رضاخان به قهرمان حماسی ایران، کاوهٔ آهنگر تأسی جوید، با این شعر حافظ به پایان می‌رسد:
| بیا و کشتی ما در شط شراب انداز |  | غریو و ولوله در جهان شیخ و شاه انداز |

دو هفته بعد، احسان‌اللّه خان نامهٔ دیگری برای رضاخان گسیل می‌دارد. درحالی‌که نامهٔ نخست دو صفحه بیشتر نبود، دومین نامه بالغ بر بیست صفحه شده بود. در دومین نامه، که فقط امضای احسان‌اللّه خان را بر پای داشت، او با صراحت بیشتر رضاخان را طرف خطاب قرار می‌دهد که «متوجه وظایف تاریخی و میهنی‌اش» باشد. احسان‌اللّه خان در این نامه، پس از ذکر شرح کشّافی از تاریخ ایران در سدهٔ نوزدهم میلادی و رقابت‌ها و کشمکش‌ها میان دو قدرت بزرگ، امپراتوری بریتانیا و روسیهٔ تزاری بر سر غارت ایران، تصویری از آرایش نیروهای بین‌المللی آن زمان به دست می‌دهد. بنا بر نظر احسان‌الله خان «اتحاد جماهیر شوروی تمایلی به پیاده کردن اصول کمونیسم در ایران ندارد، زیرا این امر مغایر استراتژی شوروی در آن زمان است.» گذشته از این، به رضاخان توصیه می‌کند که «همچون کمالیون ترکیه این روزها را مغتنم شمرد» و از «اوضاع بین‌المللی» و نیز «حمایت تاکتیکی دولت شوروی» بیشترین بهره را برگیرد. در پایان با اعلام تشکیلات مذهبی وقت به عنوان فاسدترین و مستبدترین نهاد، رضاخان را به درهم شکستن مقاومت ایشان و تشکیل «جمهوری خلق ایران» فرا می‌خواند.

### مهاجرت به مسکو
اگرچه در ابتدا، شیروانی، جانشین کمیساریای امور خارجهٔ آذربایجان، ابتکار عمل احسان‌اللّه خان در نگارش این نامه‌ها را پسندیده و با آن موافقت کرده بود و هر دو نامه به زبان فارسی در چاپخانهٔ دولتی به چاپ رسیده بود، بعداً هنگامی که کمیتهٔ مرکزی حزب کمونیست آذربایجان از محتوای نامه مطلع شد، قضیهٔ نامه‌ها به موضوعی سیاسی بدل شد. کیروف، دبیر اول وقت حزب کمونیست آذربایجان به پلیس سیاسی GPU (گ.پ. او) فراخوانده شد تا گزارش مفصل ماجرا را ارائه کند. همهٔ کارمندانی که در این کار با احسان‌اللّه خان همکاری کرده بودند از منصب‌شان کنار گذاشته شدند و دستور داده شد که همهٔ نسخه‌های نامه بی‌درنگ جمع‌آوری شود. در پی این اقدام سیاسی نسبتاً تند، مقامات شوروی به تلویح از احسان‌اللّه خان خواستند تا هنگامی که در خاک شوروی مقیم است سکوت پیشه کند. سپس به توصیهٔ نریمانف، احسان‌اللّه خان با لقب رفیق سرخ به همراه همسر و یاران دیگرش از جمله آشوری و حاج احمد راهی مسکو شد تا در دومین کنگرهٔ انترناسیونال سرخ اتحادیهٔ کارگری-پروفینترن (Profintern) -شرکت کند. در تفلیس آوتیس سلطان‌زاده نیز به ایشان پیوست و رو به مسکو نهادند. «نمایندگان سیاسی دولت ایران در آذربایجان قفقاز» که نگران حضور احسان‌اللّه خان در باکو بودند از عزیمت وی به مسکو استقبال کردند. مأموران دولت ایران احسان‌اللّه خان را طی سفرش از تفلیس تا مسکو و حتی طی اقامتش در مسکو زیر نظر داشتند.

## دورهٔ سکوت
اقامت احسان‌اللّه خان در مسکو دیری نپایید. وقتی در اواخر ۱۹۲۲ به باکو بازگشت بار دیگر به او یادآوری شد که می‌باید در سکوت و در حاشیه زندگی کند. ظاهراً در همین دوره‌است که احسان‌اللّه خان با کنسول ایران در باکو تماس می‌گیرد و در پی کسب اجازهٔ بازگشت به ایران برمی‌آید. مشاورالملک، سفیر کبیر ایران در شوروی، در پیام رمزی که از مسکو به تهران می‌فرستد و نظر وزارت امور خارجه را در این مورد جویا می‌شود. تهران تقریباً بی‌درنگ پاسخ می‌دهد: دولت ایران به احسان‌اللّه خان اجازهٔ بازگشت می‌دهد، مشروط به آن‌که او مقامات را از تاریخ ورودش مطلع سازد تا دولت بتواند محل مناسبی را برای سکونتش در نظر گیرد.
ظاهراً پاسخ دولت ایران پاسخی نبود که احسان‌اللّه خان انتظارش را داشت. او به گذشتهٔ سیاسی خود می‌بالید و در موقعیتی نبود که عفو دولت ایران را بپذیرد. پس تنها یک راه برایش باقی ماند: اصرار بر مخالفتش با دولت مرکزی ایران. طبق برخی اسناد، در این مرحله او بر آن شد که از فرمان مقامات شوروی مبنی بر سکوت پیشه کردن سرپیچی نموده و در ۱۹۲۳ به واسطهٔ پیروانش سید جلال و ابراهیم‌خان، مبارزه‌ای چریکی با هدف به زیر کشیدن ستارهٔ طالع رضاخانی ترتیب می‌دهد. پنج سال میان ۱۹۲۳ تا ۱۹۲۸ سال‌هایی است که مقامات شوروی اندک‌اندک احسان‌اللّه خان و یارانش را به پذیرش گونه‌ای انزوای سیاسی واداشتند. تنها چیزی که از او طی این سال‌ها در دست است ایفای نقش در یکی از نخستین فیلم‌های تبلیغی شوروی ساختهٔ لئو مور است. داستان فیلم دختر گیلان (گیلان‌قیزی) بر پایهٔ برداشت شوروی از نهضت جنگل و علل پنهان شکست اسف‌بار آن ساخته شد. در این فیلم تنها احسان‌اللّه خان در نقش خودش ظاهر شد؛ و نقش شخصیت‌های مشهوری همچون کوچک‌خان را بازیگران بر عهده داشتند.
در نیمهٔ دههٔ ۱۹۲۰ ادارهٔ پلیس سیاسی تازه‌تأسیس اُ.گ.پ. ئو (OGPU) احسان‌اللّه خان و اطرافیان فعالش را بیش از پیش در منگنه گذاشت. به آنان دستور داده شد که سلاح‌های شخصی‌شان را که هنگام ترک انزلی و ورود به قفقاز به همراه داشتند تسلیم کنند. مأموران OGPU به مقر آن‌ها در باکو حمله‌ور شدند و هرچه داشتند ضبط کردند، حتی خروج آن‌ها را از محل مسکونی خود قدغن کردند. از آن پس آنان از نظر مالی وابسته به مبلغ ناچیزی بودند که از کمیساریای امور داخله دریافت می‌کردند. او در ۱۹۲۷ با پشت‌گرمی از قیام‌هایی علیه سلسلهٔ تازه‌تأسیس پهلوی در گیلان، خراسان و آذربایجان در ۱۹۲۶، تلاش کرد با کمک شوروی به ایران برگشته و فعالیت‌های انقلابی برای سرنگونی سلطنت جدید را آغاز کند. به او کمک نشد و استالین و بوخارین به او توجهی نکردند. او شکایت کرد که سرنوشت انقلاب در ایران به نتیجهٔ مناسبات دیپلماتیک وابسته‌است و اعلام کرد که مطمئن است جنبش انقلابی نهایتاً علیه رژیم پهلوی موفق خواهد شد و مسئولیت تأخیر بر عهدهٔ شوروی‌هاست.

## دوره رضاشاه

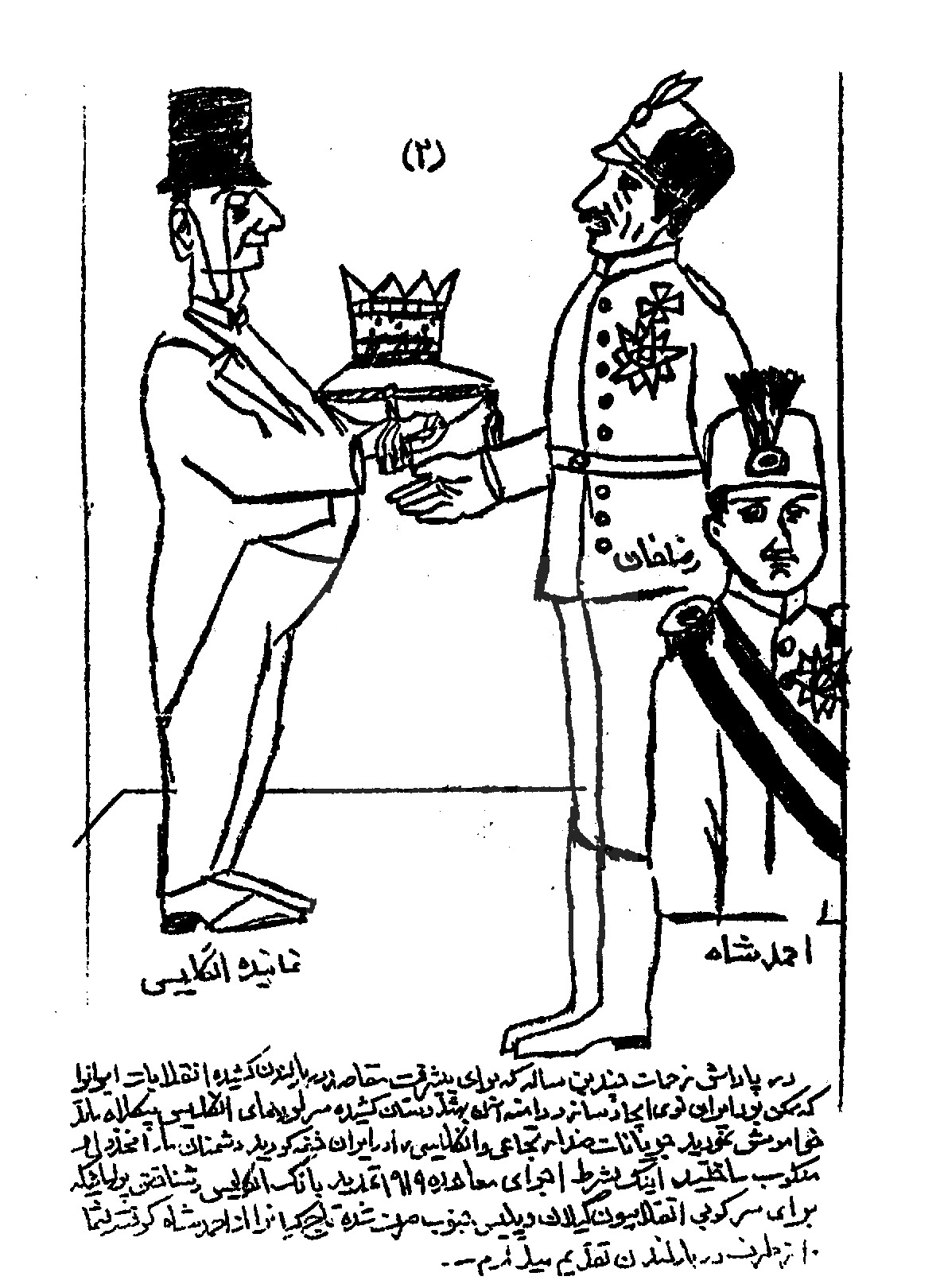
کاریکاتور احسان‌الله خان از رضاشاه

در ایران تحکیم و تثبیت تدریجی قدرت رضا شاه، سرانجام راه را برای پادشاهی‌اش هموار کرد. قطعاً امری نبود که کسی چون احسان‌اللّه خان به استقبالش برود و موجب شد که وی در مواضع گذشته‌اش در مورد رضا شاه تجدیدنظر کند. نزد احسان‌اللّه خان دیگر رضا شاه آن سربازی نبود که در ناصبه‌اش مصطفی کمال دیگر جستجو شود. برای او اینک رضا شاه عامل برکشیدهٔ «امپریالیسم انگلستان» بود که به «امر ارباب بر تخت سلطنت تکیه زده بود.» در سال ۱۹۲۸ احسان‌اللّه خان سکوت پنج ساله‌اش را شکست و بار دیگر به صحنهٔ فعالیت علنی سیاسی بازگشت. این‌بار کاریکاتورهایی از رضا شاه کشید و در آن‌ها او را عروسک «امپریالیسم انگلیس» خواند. تعدادی از این کاریکاتورهای چاپ سنگی با پست به نشانی‌های مختلف در ایران و از جمله به برخی ادارات دولتی فرستاده شد.
مقامات ایرانی، بی‌درنگ با خشم و عصبانیت، به نشر این اوراق تبلیغی، واکنش نشان دادند. تیمورتاش، وزیر دربار و یکی از پرنفوذترین شخصیت‌های سیاسی آن روزگار، داویتیان، سفیر شوروی در ایران را فراخواند و مراتب اعتراض رسمی دولت ایران را به وی ابلاغ کرد. داویتیان نیز بی‌درنگ با مسکو و باکو تماس گرفت و میرزایان، دبیر اول حزب کمونیست آذربایجان، را از اعتراض دولت ایران آگاه ساخت. داویتیان در نامهٔ محرمانه‌اش به میرزایان نوشت که مقامات ایرانی، از جمله تیمورتاش، بر این باورند که احسان‌اللّه خان در این دسیسهٔ تازه که مناسبات ایران و شوروی را به خطر می‌افکند دست داشته‌است. به اعتقاد داویتیان «این‌گونه اقدامات عمیقاً به مناسبات دیپلماتیک دو کشور آسیب می‌رساند» داویتیان در نامه‌اش به میرزایان نوشت، «اگر این فعالان سیاسی به راستی به ادامهٔ اعمال انقلابی‌شان راسخند، آیا عاقلانه‌تر آن نیست که فعالیت‌هایشان را در کشور خود پی بگیرند و نه از خاک شوروی.» وی در آخر، مقامات حزب کمونیست آذربایجان را به «یافتن راه حلی برای خروج از این مخمصه و بازداشتن احسان‌اللّه خان و گروهش از فعالیت‌هایی که موجب تیرگی مناسبات دیپلماتیک شوروی و ایران می‌شود» فرا می‌خواند. واکنش به این فراخوان در باکو فوری بود. احسان‌اللّه خان و یاران‌اش به OGPU احضار شدند و به آنان دستور داده شده که در دم از فعالیت‌های سیاسی‌شان دست بکشند.
در اواخر دههٔ ۱۹۲۰ فشار بر کمونیست‌های غیر شوروی ساکن در سراسر اتحاد جماهیر شوروی کم‌کم فزونی گرفت. کمیتهٔ مرکزی حزب کمونیست اتحاد جماهیر شوروی، با ابلاغ امریه‌ای تازه، از همهٔ احزاب کمونیست جمهوری‌ها و کمیساریای امور داخله و خارجهٔ هر جمهوری خواست که در راه متقاعد ساختن همهٔ کمونیست‌های غیر شوروی که در اتحاد شوروی به سر می‌برند به پذیرش شهروندی شوروی گام‌های لازم را بردارند. در مورد خارجیان غیر کمونیست بدیل اخراج هم در نظر گرفته شده بود. نتیجهٔ آن‌که دیگر ضرورت تشکیل احزاب فراگیر توده‌ای از برنامهٔ دولت خارج شد و در سراسر اتحاد جماهیر شوروی کارزاری برای "تصفیهٔ احزاب محلی" به راه افتاد که با اخراج اعضایی که بدون رعایت ترتیبات و گذراندن مراحل به حزب پیوسته بودند، به‌ویژه اعضای گروه‌های قومی مهاجر شروع شد. افزون بر این، عضویت در حزب کمونیست منحصر شد به حلقهٔ پیروان استالین. با تثبیت نسبی فضای سیاسی در ایران مناسبات رسمی شوروی و ایران قوام بیشتری یافت. در وضعیت جدید، بسیج ایرانیان قفقاز و ترکستان دیگر چندان اهمیت نداشت. هم کمینترن هم حزب کمونیست اتحاد جماهیر شوروی سرانجام به این باور رسیدند که در آیندهٔ نزدیک امیدی به تغییری تعیین‌کننده در چشم‌انداز سیاسی ایران نمی‌رود و بنابراین، آنان باید خط مشی پیشین‌شان را کنار بگذارند و خط مشی‌ای جدید در پیش گیرند و ایرانیان قفقاز و ترکستان را به کنار گذاشتن فکر اقامت موقت در جماهیر شوروی و انتظار بازگشت به ایران ترغیب و به پذیرش شهروندی شوروی تشویق کنند. به حزب کمونیست ایران نیز ابلاغ شد که «فعالیت‌های انقلابی‌اش را صرفاً در ایران انجام دهد» و وظیفهٔ کار بر روی ایرانیان مقیم اتحاد شوروی را به احزاب کمونیست محلی واگذارد. در آذربایجان همهٔ دفاتر امور خارجی حزب کمونیست ایران تعطیل و همهٔ دارایی‌های آن به حزب کمونیست آذربایجان تحویل داده شد. نهایتاً ایرانیانی که به‌طور مستقیم برای کمینترن کار می‌کردند از مشمول این سیاست استثناء شده بودند. در این هنگام بود که بارها از احسان‌اللّه خان خواسته شد که تابعیت شوروی را بپذیرد، درخواستی که وی از پذیرشش سرباز زد.

## دورهٔ استالین
پس از شروع دورهٔ تصفیه‌های استالین، احسان‌الله خان را متهم کردند با واسطهٔ افراد مرتبط با خود، در نشست باکو در ۱۹۳۱ که خود در آن حضور نداشت، تلاش کرده رهبری حزب کمونیست ایران، به ویژه سلطان‌زاده، را بی‌اعتبار سازد. چند نفر از عوامل اوگپو توانستند از نزدیک با او ارتباط برقرار کنند و فعالیت‌های وی را گزارش دهند. از نامهٔ سیفی به نظر می‌رسد احسان‌الله خان و یارانش معتقد بودند همهٔ گروه‌ها در اتحاد جماهیر شوروی فراموششان کرده‌اند، و اوضاع مالی و روحی‌شان، از کمونیست‌های قدیمی خیلی بدتر بود. چند سال بعد هنگام تصفیه‌های گسترده، ادعاهای سیفی علیه آنان استفاده شد.
پلیس سیاسی ان.ک.و.د. (N.K.V.D) در گزارشی به میرجعفر باقرف، دبیر اول حزب کمونیست آذربایجان، احسان‌اللّه خان و مرتبطان با او خطرناک‌ترین و مخرب‌ترین ایرانیان ساکن آذربایجان معرفی کرد و مشخصاً وی را متهم کرد به: «عاملیت سرویس‌های اطلاعاتی بریتانیا و ایران، طرفداری پروپاقرص از فاشیسم، مبلغ تبلیغات زهرآگین در میان ایرانیان ساکن اتحاد شوروی. عامل تحویل برخی از انقلابیون ایرانی به مقامات ایرانی، عنصری ضد بلشویک که با سازماندهی یک گروه سی نفره از کارگران حوزه‌های نفتی تدارک عملیات تخریب را در حوزهٔ نفتی باکو دیده بود» از او به «دشمن خلق» یاد کردند. در دورهٔ تصفیه و کشتار گسترده، که شروعش از ابتدای ۱۳۱۴ بود علاوه بر مرگ صدها هزار شهروند شوروی، ده‌ها هزار تن از کمونیست‌ها و انقلابیون خارجی پناهنده به خاک شوروی از جمله ایرانیان مقیم قفقاز و آسیای مرکزی هم قربانی شدند. در مسکو و آسیای مرکزی کمونیست‌های ایرانی همچون سلطان‌زاده، رضایف، (شرقی نمایندهٔ کمینترن)، زارع، لادبن و مرتضی علوی در حال محاکمه و بازجویی بودند و در باکو، نخستین گروه از انقلابیون غیر کمونیست ایرانی به جوخه‌های مرگ سپرده شدند. سرامدشان احسان‌اللّه خان دوستدار بود، و نیز اعضای «کمیتهٔ انقلابی گیلان» و بعدها «کمیتهٔ انقلاب آزادکنندهٔ ایران» را که عبارت بودند از آشوری، جعفر کنگاوری، رضا پاشازاده و علی حسین‌زاده.

## دستگیری و درگذشت
احسان‌اللّه خان در ۲۴ آذر ۱۳۱۵ در باکو دستگیر شد. او متهم شد به «دست داشتن در فعالیت‌های ضد شوروی، عاملیت بریتانیا و بعدها آلمان، عضویت در محفل تروتسکی- زینویف، فعالیت ضد کمینترن و ضد حزب کمونیست ایران». وی در مراحل نخست بازجویی زیر شکنجه‌های سخت جسمی قرار گرفت ولی با وجود این، همهٔ اتهامات را کلاً رد کرد. بازجویی در باکو پنج ماه به طول انجامید. در فروردین ۱۳۱۷ برای بازجویی‌های بیشتر روانهٔ مسکو شد. در مسکو همان اتهامات به او زده شد، و او نیز، همچون پیش همهٔ اتهامات را رد کرد و بر بی‌گناهی‌اش پای فشرد.
احسان‌اللّه خان از بازداشتگاه به میکویان، که شخصیتی نافذ در دستگاه شوروی بود و با او از ایران آشنا بود، نامه‌ای نوشت، همچنین نامه‌هایی خطاب به یژوف، رئیس ان.ک.و. د، و نیز استالین نوشت. او در این نامه‌ها از سوابق خود به عنوان یک انقلابی وفادار و متعهد و این‌که ملقب به «رفیق سرخ» بوده یاد کرد. از این رهبران درخواست کرد که به نفع او مداخله کنند و اجازه دهند در «دادگاهی منصفانه و علنی» محاکمه شود. همهٔ آن نامه‌ها البته بی‌پاسخ ماند. سرانجام در ۱۹ اسفند ۱۳۱۷ محاکمه‌اش در مسکو آغاز شد. در آن زمان او به شدت بیمار بود. در دادگاه مسکو، بار دیگر، همهٔ اتهامات وارده را رد کرد و داشتن هرگونه ارتباط با سرویس‌های اطلاعاتی آلمان و بریتانیا را تکذیب کرد. دادگاه او فقط ۲۰ دقیقه طول کشید. قاضی او را به مرگ محکوم کرد. صبح همان روز ۱۹ اسفند، او را در مسکو به جوخهٔ اعدام سپردند.
پس از مرگ استالین در سال ۱۳۳۲، و در پی کنگرهٔ بیستم حزب کمونیست اتحاد شوروی در ۱۳۳۵، گروهی از قربانیان تصفیه‌های استالینی، از جمله احسان‌اللّه خان، از اتهام خیانت به کشور مبری شدند و نسبت به آنان اعادهٔ حیثیت شد. بنا به گفتهٔ کوچک‌ترین پسر او کاوه، احسان‌الله و پسرش بهمن، در ۱۹۳۷ دستگیر شدند. تاریخ دقیق مرگشان اعلام عمومی نشد. همسر و دو پسر او زنده ماندند. کاوه که در باکو متولد شده بود شهروند شوروی شد، در جنگ جهانی دوم بینایی‌اش را از دست داد و سپس موسیقی تحصیل کرد و ساخت. پسر دیگر، فرامرز و مادرش پس از خلع رضاشاه در ۱۹۴۱ به ایران برگشتند. احسان الله خان عموی آرامش دوستدار بود.

### مقالات
- تاراجی، منصور (بهمن ۱۳۸۳). «ای ملت فراموش‌کار: تاریخ یکصدسالهٔ دموکراسی و ضد دموکراسی؛ چرا؟». گزارش. تهران (، ۱۶۰): ۲۷ تا ۳۱.
- آریا بخشایش، یحیی (مهر ۱۳۸۲). «نقد و بررسی کتاب احسان‌الله خان در نهضت جنگل». کتاب ماه تاریخ و جغرافیا. تهران (۷۲): ۳۷ تا ۳۹.
- اتابکی، تورج (بهار ۱۳۸۰). «نیروی سوم در دوران ملی شدن صنعت نفت از رفیق سرخ تا دشمن خلق: کارنامه و زمانهٔ احسان‌الله خان». گفتگو. تهران (۳۱): ۱۴۳ تا ۱۶۶.

### کتب
- Amanat، Mehrdad (۲۰۱۱). Jewish Identities in Iran:Resistance and Conversion to Islam and the Baha'i Faith. I.B.Tauris ,.

### دانشنامه‌ها
- Chaqueri, Cosroe. "EḤSĀN-ALLĀH KHAN DŪSTDĀR". Encyclopaedia Iranica (به انگلیسی).
- Chaqueri, Cosroe. "COMMUNISM i. In Persia to 1941". Encyclopaedia Iranica (به انگلیسی).